# オリビア・スモリガ
オリビア・ミシェル・スモリガ（Olivia Michelle Smoliga、1994年10月12日 - ）は、アメリカ合衆国・アリゾナ州フェニックス出身の女子競泳選手。専門は背泳ぎと自由形。背泳ぎで4度の世界チャンピオン。2018年世界短水路選手権で8個の金メダルを獲得し、水泳の世界選手権（長水路・短水路）1大会における金メダル最多獲得記録を樹立した選手である。
個人種目では、2019年世界選手権の50m背泳ぎ、2012年世界短水路選手権の100m背泳ぎ、2018年世界短水路選手権の50m・100m背泳ぎで金メダルを獲得している。リレー種目も含め、オリンピックで1個、世界選手権で4個、世界短水路選手権で10個の金メダルを獲得しているが、世界短水路選手権で獲得した10個の金メダルのうち8個は2018年杭州大会において獲得したものであり、これは水泳の世界選手権1大会で獲得した金メダル最多記録としてギネス世界記録に掲載されている。
長水路では50m背泳ぎの元アメリカ記録保持者。短水路ではメドレーリレー3種目（4×50m・4×100m・混合4×50m）の元世界記録保持者、50m・100m背泳ぎの元アメリカ記録保持者、50y自由形の元NCAA記録保持者である。

## 経歴
アリゾナ州フェニックス生まれ、イリノイ州シカゴ育ち。
子供の頃はバレーボール、ジャズ、バレエ、水泳、アイリッシュダンスなど様々なスポーツを経験。競泳は7歳の頃から始め、家族でグレンビューに引っ越すまではモートン・グローブ・タイガー・シャークス（Morton Grove Tiger Sharks）で泳いでいた。引っ越した後は、5年生の時にグレンビュー・タイタン・アクアティックス・クラブ（Glenview Titan Aquatics Club）で本格的に競泳に取り組み始め、8年生（日本の中学2年生に相当）の時に初めて州大会に出場して競泳に情熱を燃やすようになった。昔はプールの水で耳の感染症に悩まされ、医師やコーチからは耳栓の着用を勧められた。

### 高校時代
グレンブルックサウス高校（Glenbrook South High School）在学中の2012年には全米オリンピック選考会100m背泳ぎで4位に入り、ロンドンオリンピックのアメリカ代表入りにあと一歩と迫った（2位とは0秒97差）。同年11月のイリノイ州高校選手権では50y自由形で21秒99、100y背泳ぎで51秒43と、2種目で当時の全米高校記録を樹立し、50y自由形で22秒の壁を破った初の高校生となった。スモリガはシーズン通しての活躍が評価され、スイミングワールドマガジンの年間最優秀女子高校水泳選手に選出された。
1年生の時から州選手権の50y自由形と100y背泳ぎで優勝するなど活躍。最終的に8つの州タイトルを獲得し、2つの全米高校記録と5つの州記録（個人3種目・リレー2種目）を樹立して高校生活を終えた。

### 大学時代
全額奨学金でジョージア大学に進学。2013年から2017年の4年間で、NCAAチャンピオンに3回（50y自由形で2回・100y自由形で1回）、SECチャンピオンに16回輝き、オール・アメリカに27回選出された。最終学年のSEC選手権では5冠を達成し（個人2種目・リレー3種目）、SEC年間最優秀女子水泳選手にも選出された。2016年NCAA選手権の50y自由形では、当時のNCAA記録・アメリカ歴代2位の21秒21をマークした。

### 2012年世界短水路選手権
2012年12月、イスタンブールで開催された世界短水路選手権に出場。シニアの主要国際大会デビューとなった今大会では、100m背泳ぎと4×100mフリーリレーで金メダル（リレーは予選のみの出場）、50m背泳ぎで銀メダル、4×100mメドレーリレーで銅メダルを獲得した。100m背泳ぎでは決勝を1レーンで泳ぐことになりながらも、当時短水路世界歴代9位・アメリカ歴代2位の56秒64をマークし、ミエ・ニールセンを0秒43抑えて優勝した。4×100mメドレーリレーでは第1泳を務め、決勝では57秒25をマークして2位で第2泳者へ繋ぎ、アメリカの銅メダル獲得に貢献した。50m背泳ぎでは予選26秒75・準決勝26秒57・決勝26秒13と3ラウンド連続で当時の短水路アメリカ記録を樹立。2002年にナタリー・コーグリンが樹立した従来の記録（27秒08）を今大会で0秒95更新したが、決勝では25秒95の当時の大会記録を樹立した趙菁に敗れた。

### 単核球症を発症
2014年6月に軽度の単核球症を発症した。トレーニングを中断することになるなど水泳にも影響を及ぼし、それによって精神的な後遺症に悩まされた。

### 2015年パンアメリカン競技大会
2015年7月、トロントで開催されたパンアメリカン競技大会の100m背泳ぎに出場して銀メダルを獲得した。スモリガは予選において、2011年グアダラハラ大会でレイチェル・ブーツマが樹立した大会記録を0秒02更新する1分00秒35をマークし、2012年の全米オリンピック選考会でマークした59秒82に次ぐセカンドベストで決勝に進出した。迎えた決勝では予選のタイムを更に縮める1分00秒06をマークしたが、59秒61の当時の大会記録を樹立したエティエネ・メデイロスに敗れた。

### 2016年全米オリンピック選考会
2016年6-7月、全米オリンピック選考会に出場し、100m背泳ぎを当時アメリカ歴代3位の59秒02で制してオリンピックアメリカ代表の座を射止めた。スモリガは今期アメリカランク1位（59秒41）で大会に臨むと、予選59秒65、準決勝で自己ベストの59秒16をマークして決勝に進出した（予選・準決勝とも1位での突破）。50m自由形では4位に終わり（2位と0秒37差）、100m背泳ぎに続いての代表入りは逃した。

### 2016年オリンピック
2016年8月、リオデジャネイロで開催されたオリンピックに出場し、100m背泳ぎで6位、4×100mメドレーリレーで金メダルを獲得した。100m背泳ぎは準決勝をギリギリの8位で突破し、初出場ながら決勝に進出すると、決勝では全米オリンピック選考会での記録（59秒02）を更新する当時の自己ベスト58秒95をマーク。59秒の壁を初めて破ったがメダルには0秒19届かなかった。4×100mメドレーリレーでは予選で第1泳を務めてアメリカの決勝進出に貢献したが、決勝を泳ぐことはできなかった。

### 2017年世界選手権
2017年7月、ブダペストで開催された世界選手権に出場し、100m背泳ぎで4位、4×100mフリーリレーと4×100mメドレーリレーで金メダルを獲得した（ともに予選のみの出場）。100m背泳ぎは決勝で当時の自己ベスト58秒77をマークしたが、カイリー・マス（58秒10＝当時世界記録）、キャスリーン・ベーカー（58秒58）、エミリー・シーボーム（58秒59）に及ばず、メダルには0秒18届かなかった。

### 2018年世界短水路選手権
2018年12月、杭州で開催された世界短水路選手権には個人2種目・リレー6種目に出場し、その全てで金メダルを獲得した。これは長水路の世界選手権も含め、水泳の世界選手権1大会における金メダル最多獲得記録となった。それまでの最多獲得記録は、2007年世界選手権のマイケル・フェルプスと2017年世界選手権のケーレブ・ドレッセルによる7個だった。

#### 4×100mフリーリレー
決勝で第1泳を務め（予選は未出場）、52秒71をマークして2位で第2泳者へ繋ぎ、アメリカの金メダル獲得に貢献した。

#### 100m背泳ぎ
この種目3連覇がかかっていたホッスー・カティンカを0秒07抑えて優勝し、この種目では2012年イスタンブール大会以来の金メダルを獲得した。スモリガは予選で当時短水路世界歴代4位の55秒47をマークし、それまでの自己ベストを1秒11、今年9月にキャスリーン・ベーカーが樹立した短水路アメリカ記録を0秒44それぞれ更新した。しかしその後は、準決勝56秒13・決勝56秒19と予選の記録を上回ることはできなかった。

#### 混合4×50mフリーリレー
予選で第3泳を務めてアメリカの決勝進出に貢献した（予選のみの出場）。

#### 4×50mメドレーリレー
決勝で第1泳を務め（予選は未出場）、当時の短水路世界記録樹立と金メダル獲得に貢献した。スモリガは史上9人目の25秒台となる25秒97をマークし、1位で第2泳者へ繋いだ。これは当時短水路世界歴代7位の記録であり、2016年ウィンザー大会でアリ・デローフが樹立した短水路アメリカ記録（26秒12）を塗り替えるアメリカ選手初の25秒台だった。第2泳のケイティ・マイリ、第3泳のケルシー・ダリア、第4泳のマロリー・コマフォードと共に1分42秒38をマークし、2016年ウィンザー大会でアメリカが樹立した短水路世界記録（1分43秒27）を更新した。

#### 混合4×50mメドレーリレー
決勝で第1泳を務め（予選は未出場）、当時の短水路世界記録樹立と金メダル獲得に貢献した。スモリガは今大会のメドレーリレーで樹立した短水路アメリカ記録（25秒97）を上回る25秒85をマークした（混合種目のため公認されない）。第2泳のマイケル・アンドリュー、第3泳のケルシー・ダリア、第4泳のケーレブ・ドレッセルと共に1分36秒40をマークし、2013年にアメリカが樹立した短水路世界記録（1分37秒17）を更新した。

#### 50m背泳ぎ
決勝で当時短水路世界歴代5位・アメリカ記録の25秒88をマーク。今大会の4×50mメドレーリレーで樹立した短水路アメリカ記録（25秒97）を更新して優勝し、100mとの背泳ぎ2冠を達成した。

#### 4×50mフリーリレー
予選で第2泳を務め、第2泳者の中で最速のスプリットタイム23秒99をマークしてアメリカの決勝進出に貢献した（予選のみの出場）。

#### 4×100mメドレーリレー
決勝で第1泳を務め（予選は未出場）、当時の大会記録樹立と金メダル獲得に貢献した。スモリガは55秒86をマークして2位の中国に1秒の差をつけて第2泳者へ繋ぎ、アメリカは当時の短水路世界記録（3分45秒20）に迫る3分45秒58をマークして優勝した（2位の中国と3秒22差）。

### 2019年世界選手権
2019年7月、光州で開催された世界選手権に出場し、50m背泳ぎと4×100mメドレーリレーで金メダル（リレーは予選のみの出場）、100m背泳ぎで銅メダルを獲得した。100m背泳ぎは2大会連続で決勝に進出すると、決勝ではカイリー・マス（58秒60）、ミナ・アサートン（58秒85）に次ぐ3位（58秒91）に入り、自身初となる長水路世界選手権の個人種目メダルを獲得した。50m背泳ぎでは予選の直前に水着の右肩紐部分が破れるというアクシデントに見舞われながらも、そのまま泳いで6位（27秒96）で突破した。準決勝は5位（27秒76）で突破すると、迎えた決勝では当時世界歴代10位・アメリカ記録の27秒33をマークし、ディフェンディングチャンピオンのエティエネ・メデイロスを0秒11抑えて優勝した。世界短水路選手権の個人種目で3つの金メダルを獲得しているスモリガにとって、これが長水路世界選手権の個人種目で獲得した初の金メダルとなった。4×100mメドレーリレーでは予選で第1泳を務め、第1泳者の中で最速の58秒79をマークしてアメリカの決勝進出に貢献した。

### 2020年ISL
2020年10月、ISL第1戦の50m背泳ぎで当時短水路世界歴代3位・アメリカ記録の25秒74をマーク。2年前の世界短水路選手権で自身が樹立した短水路アメリカ記録を0秒14更新し、ブラジルのエティエネ・メデイロスが保持していた当時の短水路世界記録に0秒07差と迫った。
同年11月、ISL決勝大会の4×100mメドレーリレーでカリ・コンドルズの第1泳を務め、当時の短水路世界記録樹立に貢献した。スモリガは2年前の世界短水路選手権で自身が樹立した短水路アメリカ記録（55秒47）に迫る55秒60をマーク。第2泳のリリー・キング、第3泳のケルシー・ダリア、第4泳のエリカ・ブラウンと共に3分44秒52をマークし、2015年にアメリカが樹立した短水路世界記録（3分45秒20）を更新した。勢いそのままに、翌日の100m背泳ぎでは当時短水路世界歴代3位・アメリカ記録の55秒04をマークした。

### 2020年全米オリンピック選考会（1年延期）
2021年6月、100m背泳ぎと100m自由形で3位に入り、4×100mフリーリレーでオリンピックアメリカ代表入りを果たした。個人種目での代表入りには、100m背泳ぎは0秒12、100m自由形は0秒04届かなかった。

### 2020年東京オリンピック（1年延期）
2021年7-8月、東京で開催されたオリンピックの4×100mフリーリレーに出場して銅メダルを獲得した。スモリガは予選で第1泳を務めてアメリカの決勝進出に貢献したが、前回大会に続いて決勝を泳ぐことはできなかった。

### 2023年世界選手権
2023年7月、福岡で開催された世界選手権に出場し、4×100mフリーリレーと混合4×100mフリーリレーで銀メダルを獲得した（混合リレーは予選のみの出場）。4×100mフリーリレーでは長水路世界選手権のリレー種目で初の決勝を泳ぎ（予選2泳）、第3泳を務めてアメリカの銀メダル獲得に貢献した。

## 私生活
父トマシュと母エルジュビェタは1991年にアメリカに移住したポーランド移民で、トマシュはポーランドで活躍していた元競泳選手。弟のマットはアイスホッケー選手
趣味は料理、睡眠、Wii Sports。

## 成績

### 主要国際大会
世界水泳連盟のウェブサイト参照
| 年                 | 大会                            | 場所               | 種目                    | 結果               | 記録               | 泳順               | 備考                     |
| アメリカ合衆国代表 | アメリカ合衆国代表              | アメリカ合衆国代表 | アメリカ合衆国代表      | アメリカ合衆国代表 | アメリカ合衆国代表 | アメリカ合衆国代表 | アメリカ合衆国代表       |
| ------------------ | ------------------------------- | ------------------ | ----------------------- | ------------------ | ------------------ | ------------------ | ------------------------ |
| 2011               | 世界ジュニア選手権              | リマ               | 50m背泳ぎ               | 5位                | 29秒20             |                    |                          |
| 2011               | 世界ジュニア選手権              | リマ               | 100m背泳ぎ              | 7位                | 1分02秒64          |                    |                          |
| 2012               | ジュニア パンパシフィック選手権 | ホノルル           | 50m自由形               | 銀メダル           | 25秒39             |                    |                          |
| 2012               | ジュニア パンパシフィック選手権 | ホノルル           | 100m自由形              | 予選20位           | 56秒56             |                    |                          |
| 2012               | ジュニア パンパシフィック選手権 | ホノルル           | 100m背泳ぎ              | 金メダル           | 1分01秒03          |                    |                          |
| 2012               | ジュニア パンパシフィック選手権 | ホノルル           | 4x100mフリーリレー      | 金メダル           | 3分41秒04          | 2泳                |                          |
| 2012               | ジュニア パンパシフィック選手権 | ホノルル           | 4x100mメドレーリレー    | 金メダル           | 4分03秒93          | 1泳                |                          |
| 2012               | 世界短水路選手権                | イスタンブール     | 50m背泳ぎ               | 銀メダル           | 26秒13             |                    | アメリカ記録             |
| 2012               | 世界短水路選手権                | イスタンブール     | 100m背泳ぎ              | 金メダル           | 56秒64             |                    |                          |
| 2012               | 世界短水路選手権                | イスタンブール     | 4x100mフリーリレー      | 予選1位            | 3分34秒27          | 4泳                | 予選のみ出場             |
| 2012               | 世界短水路選手権                | イスタンブール     | 4x100mメドレーリレー    | 銅メダル           | 3分51秒43          | 1泳                |                          |
| 2015               | パンアメリカン競技大会          | トロント           | 100m背泳ぎ              | 銀メダル           | 1分00秒06          |                    | 予選1分00秒35：大会記録  |
| 2016               | オリンピック                    | リオデジャネイロ   | 100m背泳ぎ              | 6位                | 58秒95             |                    | 自己ベスト               |
| 2016               | オリンピック                    | リオデジャネイロ   | 4x100mメドレーリレー    | 予選1位            | 3分54秒67          | 1泳                | 予選のみ出場             |
| 2017               | 世界選手権                      | ブダペスト         | 100m背泳ぎ              | 4位                | 58秒77             |                    | 自己ベスト               |
| 2017               | 世界選手権                      | ブダペスト         | 4x100mフリーリレー      | 予選1位            | 3分33秒35          | 3泳                | 予選のみ出場             |
| 2017               | 世界選手権                      | ブダペスト         | 4x100mメドレーリレー    | 予選1位            | 3分55秒95          | 1泳                | 予選のみ出場             |
| 2018               | パンパシフィック選手権          | 東京               | 50m自由形               | 予選17位           | 25秒46             |                    |                          |
| 2018               | パンパシフィック選手権          | 東京               | 100m背泳ぎ              | B決勝1位           | 59秒20             |                    |                          |
| 2018               | パンパシフィック選手権          | 東京               | 200m背泳ぎ              | B決勝3位           | 2分09秒67          |                    |                          |
| 2018               | 世界短水路選手権                | 杭州               | 50m背泳ぎ               | 金メダル           | 25秒88             |                    | アメリカ記録             |
| 2018               | 世界短水路選手権                | 杭州               | 100m背泳ぎ              | 金メダル           | 56秒19             |                    | 予選55秒47：アメリカ記録 |
| 2018               | 世界短水路選手権                | 杭州               | 4x50mフリーリレー       | 予選2位            | 1分36秒65          | 2泳                | 予選のみ出場             |
| 2018               | 世界短水路選手権                | 杭州               | 4x100mフリーリレー      | 金メダル           | 3分27秒78          | 1泳                |                          |
| 2018               | 世界短水路選手権                | 杭州               | 4x50mメドレーリレー     | 金メダル           | 1分42秒38          | 1泳                | 世界記録                 |
| 2018               | 世界短水路選手権                | 杭州               | 4x100mメドレーリレー    | 金メダル           | 3分45秒58          | 1泳                | 大会記録                 |
| 2018               | 世界短水路選手権                | 杭州               | 混合4x50mフリーリレー   | 予選1位            | 1分29秒80          | 3泳                | 予選のみ出場             |
| 2018               | 世界短水路選手権                | 杭州               | 混合4x50mメドレーリレー | 金メダル           | 1分36秒40          | 1泳                | 世界記録                 |
| 2019               | 世界選手権                      | 光州               | 50m背泳ぎ               | 金メダル           | 27秒33             |                    | アメリカ記録             |
| 2019               | 世界選手権                      | 光州               | 100m背泳ぎ              | 銅メダル           | 58秒91             |                    |                          |
| 2019               | 世界選手権                      | 光州               | 4x100mメドレーリレー    | 予選1位            | 3分55秒39          | 1泳                | 予選のみ出場             |
| 2021               | オリンピック                    | 東京               | 4x100mフリーリレー      | 予選5位            | 3分34秒80          | 1泳                | 予選のみ出場             |
| 2023               | 世界選手権                      | 福岡               | 4x100mフリーリレー      | 銀メダル           | 3分31秒93          | 3泳                |                          |
| 2023               | 世界選手権                      | 福岡               | 混合4x100mフリーリレー  | 予選2位            | 3分23秒85          | 3泳                | 予選のみ出場             |

### 全米オリンピック選考会
| 年   | 場所               | 種目       | 結果       | 記録      | 備考 | 脚注   |
| ---- | ------------------ | ---------- | ---------- | --------- | ---- | ------ |
| 2012 | オマハ             | 50m自由形  | 予選23位   | 25秒66    |      | [ 8 ]  |
| 2012 | オマハ             | 100m自由形 | 予選48位   | 56秒59    |      | [ 8 ]  |
| 2012 | オマハ             | 100m背泳ぎ | 4位        | 1分00秒46 |      | [ 8 ]  |
| 2016 | オマハ             | 50m自由形  | 4位        | 24秒70    |      | [ 56 ] |
| 2016 | オマハ             | 100m自由形 | 準決勝10位 | 54秒21    |      | [ 56 ] |
| 2016 | オマハ             | 100m背泳ぎ | 金メダル   | 59秒02    |      | [ 56 ] |
| 2021 | オマハ             | 50m自由形  | 予選26位   | 25秒69    |      | [ 57 ] |
| 2021 | オマハ             | 100m自由形 | 銅メダル   | 53秒63    |      | [ 57 ] |
| 2021 | オマハ             | 100m背泳ぎ | 銅メダル   | 58秒72    |      | [ 57 ] |
| 2024 | インディアナポリス | 50m自由形  | 準決勝10位 | 24秒78    |      | [ 58 ] |
| 2024 | インディアナポリス | 100m自由形 | 準決勝13位 | 54秒52    |      | [ 58 ] |

### NCAA選手権
yはヤードを意味する。全て短水路の記録。
| 年             | 場所               | 種目                 | 結果           | 記録           | 泳順           | 備考           | 脚注           |                |
| ジョージア大学 | ジョージア大学     | ジョージア大学       | ジョージア大学 | ジョージア大学 | ジョージア大学 | ジョージア大学 | ジョージア大学 | ジョージア大学 |
| -------------- | ------------------ | -------------------- | -------------- | -------------- | -------------- | -------------- | -------------- | -------------- |
| 2014           | ミネアポリス       | 50y自由形            | 金メダル       | 21秒59         |                |                | [ 59 ]         |                |
| 2014           | ミネアポリス       | 100y自由形           | B決勝1位       | 47秒89         |                |                | [ 59 ]         |                |
| 2014           | ミネアポリス       | 100y背泳ぎ           | B決勝1位       | 51秒47         |                |                | [ 59 ]         |                |
| 2014           | ミネアポリス       | 4x50yフリーリレー    | 銅メダル       | 1分27秒19      | 1泳            |                | [ 59 ]         |                |
| 2014           | ミネアポリス       | 4x100yフリーリレー   | 4位            | 3分12秒09      | 4泳            |                | [ 59 ]         |                |
| 2014           | ミネアポリス       | 4x50yメドレーリレー  | 5位            | 1分35秒98      | 1泳            |                | [ 59 ]         |                |
| 2014           | ミネアポリス       | 4x100yメドレーリレー | 銅メダル       | 3分29秒43      | 1泳            |                | [ 59 ]         |                |
| 2015           | グリーンズボロ     | 50y自由形            | 8位            | 22秒09         |                |                | [ 60 ]         |                |
| 2015           | グリーンズボロ     | 100y自由形           | B決勝1位       | 48秒23         |                |                | [ 60 ]         |                |
| 2015           | グリーンズボロ     | 100y背泳ぎ           | 5位            | 51秒67         |                |                | [ 60 ]         |                |
| 2015           | グリーンズボロ     | 4x50yフリーリレー    | 銅メダル       | 1分26秒93      | 3泳            |                | [ 60 ]         |                |
| 2015           | グリーンズボロ     | 4x100yフリーリレー   | 銅メダル       | 3分12秒08      | 2泳            |                | [ 60 ]         |                |
| 2015           | グリーンズボロ     | 4x50yメドレーリレー  | 5位            | 1分36秒90      | 1泳            |                | [ 60 ]         |                |
| 2016           | アトランタ         | 50y自由形            | 金メダル       | 21秒21         |                | NCAA記録       | [ 61 ]         |                |
| 2016           | アトランタ         | 100y自由形           | 金メダル       | 46秒70         |                |                | [ 61 ]         |                |
| 2016           | アトランタ         | 100y背泳ぎ           | B決勝1位       | 50秒58         |                |                | [ 61 ]         |                |
| 2016           | アトランタ         | 4x50yフリーリレー    | 銅メダル       | 1分27秒53      | 1泳            |                | [ 61 ]         |                |
| 2016           | アトランタ         | 4x100yフリーリレー   | 銀メダル       | 3分10秒82      | 1泳            |                | [ 61 ]         |                |
| 2016           | アトランタ         | 4x50yメドレーリレー  | 7位            | 1分36秒48      | 1泳            |                | [ 61 ]         |                |
| 2016           | アトランタ         | 4x100yメドレーリレー | 4位            | 3分29秒54      | 1泳            |                | [ 61 ]         |                |
| 2017           | インディアナポリス | 50y自由形            | 銀メダル       | 21秒27         |                |                | [ 62 ]         |                |
| 2017           | インディアナポリス | 100y自由形           | 銀メダル       | 46秒30         |                |                | [ 62 ]         |                |
| 2017           | インディアナポリス | 100y背泳ぎ           | 銀メダル       | 50秒04         |                |                | [ 62 ]         |                |
| 2017           | インディアナポリス | 4x50yフリーリレー    | 銅メダル       | 1分26秒49      | 1泳            |                | [ 62 ]         |                |
| 2017           | インディアナポリス | 4x100yフリーリレー   | 銀メダル       | 3分08秒97      | 1泳            |                | [ 62 ]         |                |
| 2017           | インディアナポリス | 4x50yメドレーリレー  | B決勝1位       | 1分35秒99      | 1泳            |                | [ 62 ]         |                |
| 2017           | インディアナポリス | 4x100yメドレーリレー | 6位            | 3分29秒10      | 1泳            |                | [ 62 ]         |                |

## 樹立した記録

### 世界記録
| 水路   | 種目                    | 記録      | 泳順 | 日付           | 大会             | 場所       | 脚注   |
| ------ | ----------------------- | --------- | ---- | -------------- | ---------------- | ---------- | ------ |
| 短水路 | 4x50mメドレーリレー     | 1分42秒38 | 1泳  | 2018年12月12日 | 世界短水路選手権 | 杭州       | [ 37 ] |
| 短水路 | 混合4x50mメドレーリレー | 1分36秒40 | 1泳  | 2018年12月13日 | 世界短水路選手権 | 杭州       | [ 39 ] |
| 短水路 | 4x100mメドレーリレー    | 3分44秒52 | 1泳  | 2020年11月21日 | ISL              | ブダペスト | [ 46 ] |

### アメリカ記録（個人種目）
| 水路   | 種目       | 記録   | 日付           | 大会                  | 場所           | 脚注   |
| ------ | ---------- | ------ | -------------- | --------------------- | -------------- | ------ |
| 短水路 | 50m背泳ぎ  | 26秒75 | 2012年12月15日 | 世界短水路選手権      | イスタンブール | [ 20 ] |
| 短水路 | 50m背泳ぎ  | 26秒57 | 2012年12月15日 | 世界短水路選手権      | イスタンブール | [ 20 ] |
| 短水路 | 50m背泳ぎ  | 26秒13 | 2012年12月16日 | 世界短水路選手権      | イスタンブール | [ 20 ] |
| 長水路 | 50m背泳ぎ  | 27秒43 | 2018年4月14日  | TYRプロスイムシリーズ | メサ           | [ 63 ] |
| 短水路 | 100m背泳ぎ | 55秒47 | 2018年12月11日 | 世界短水路選手権      | 杭州           | [ 35 ] |
| 短水路 | 50m背泳ぎ  | 25秒97 | 2018年12月12日 | 世界短水路選手権      | 杭州           | [ 36 ] |
| 短水路 | 50m背泳ぎ  | 25秒88 | 2018年12月15日 | 世界短水路選手権      | 杭州           | [ 40 ] |
| 長水路 | 50m背泳ぎ  | 27秒33 | 2019年7月25日  | 世界選手権            | 光州           | [ 43 ] |
| 短水路 | 50m背泳ぎ  | 25秒74 | 2020年10月16日 | ISL                   | ブダペスト     | [ 45 ] |
| 短水路 | 100m背泳ぎ | 55秒04 | 2020年11月22日 | ISL                   | ブダペスト     | [ 47 ] |

### NCAA記録（個人種目）
| 水路   | 種目      | 記録   | 日付          | 大会       | 場所       | 脚注   |
| ------ | --------- | ------ | ------------- | ---------- | ---------- | ------ |
| 短水路 | 50y自由形 | 21秒21 | 2016年3月17日 | NCAA選手権 | アトランタ | [ 17 ] |

## 自己ベスト
世界水泳連盟のウェブサイト参照
| 種目       | 記録   | 日付           | 大会                 | 場所               | 備考           |
| 長水路     | 長水路 | 長水路         | 長水路               | 長水路             | 長水路         |
| ---------- | ------ | -------------- | -------------------- | ------------------ | -------------- |
| 50m自由形  | 24秒48 | 2023年7月1日   | 全米国際大会選考会   | インディアナポリス |                |
| 100m自由形 | 53秒28 | 2023年6月27日  | 全米国際大会選考会   | インディアナポリス |                |
| 50m背泳ぎ  | 27秒33 | 2019年7月25日  | 世界選手権           | 光州               | 元アメリカ記録 |
| 50m背泳ぎ  | 27秒33 | 2022年4月28日  | 全米国際大会選考会   | グリーンズボロ     |                |
| 100m背泳ぎ | 58秒31 | 2021年5月15日  | アトランタクラシック | アトランタ         |                |
| 短水路     |        |                |                      |                    |                |
| 50m自由形  | 23秒91 | 2020年11月15日 | ISL                  | ブダペスト         |                |
| 100m自由形 | 51秒65 | 2020年11月21日 | ISL                  | ブダペスト         |                |
| 50m背泳ぎ  | 25秒74 | 2020年10月16日 | ISL                  | ブダペスト         | 元アメリカ記録 |
| 100m背泳ぎ | 55秒04 | 2020年11月22日 | ISL                  | ブダペスト         | 元アメリカ記録 |